# Hilde Heltberg
Hilde Heltberg (født 30. september 1959 i Oslo, død 4. september 2011 i Oslo) var en norsk sanger, guitarist og sangskriver. Hun begyndte sin karriere i de sene 1970'ere, hvor hun deltog i en talentkonkurrence dømt af Stein Ove Berg, som blev hendes mentor. Senere tilsluttede hun sig bandet Uncle John's Band, og i 1982 gruppen X-tra med Trond Granlund. Heltberg udgav sit første soloalbum i 1982, men fandt en mere personlig stil i 1983 med På bare bein, produceret af Jonas Fjeld.
I alt udgav Heltberg 12 album i løbet af sin karriere. Hun deltog også både som sanger og sangskriver tre gange i de norske kvalifikationer til Eurovision Song Contest. Heltbergs sidste single med titlen "Elske fritt" udkom i 2009. Heltberg døde af kræft på Rikshospitalet den 4. september 2011.